# Mount Meeks
Mount Meeks ist ein 2470 m hoher Berg im Westen des antarktischen Marie-Byrd-Lands. Er überragt im Königin-Maud-Gebirge die Wasserscheide zwischen dem Griffith- und dem Howe-Gletscher.
Der United States Geological Survey kartiere ihn anhand eigener Vermessungen und mithilfe von Luftaufnahmen der United States Navy zwischen 1960 und 1963. Das Advisory Committee on Antarctic Names benannte ihn 1967 nach Leutnant Harman Taylor Meeks (1936–2005), Navigator der Flugstaffel VX-6 bei den Deep Freeze Operationen der Jahre 1966 und 1967.